# ブリギッテ・ヘルム
ブリギッテ・ヘルム（Brigitte Helm, 1906年3月17日 - 1996年6月11日）は、ドイツ出身の女優。映画『メトロポリス』（1927年、フリッツ・ラング監督）のアンドロイド役として有名。
本名は、ブリギッテ・エファ・ギゼラ・シッテンヘルム (Brigitte Eva Gisela Schittenhelm) 。

## 来歴
1906年にベルリンで生まれる。1927年、サイレント映画『メトロポリス』で主役のマリアとアンドロイドの二役を演じ人気を博す。その後、1936年に引退するまでの間、トーキーを含む30本以上の映画に出演した。
1935年、ヘルムはナチスによるドイツ映画産業の規制に怒り、夫と共にスイスへ引越した。映画界から引退した後は、自分の女優時代に関するインタビューに答えることを全て断った。
しかし、彼女の女優時代の功績は世界的に称えられており、死去後の1997年に開催された第69回アカデミー賞授賞式のIn Memoriamでも紹介された。

## 主な出演作品
- メトロポリス Metropolis (1927)
- 懐かしの巴里 Die Liebe der Jeanne Ney (1927)
- 金 L'Argent (1928)
- 怪船ヨシワラ号 Die Yacht der sieben Sünden (1928)
- 妖花アラウネ Alraune (1928)
- ニーナ・ペトロヴナ Die wunderbare Lüge der Nina Petrowna (1929)
- 悪魔の寵児 Manolescu - Der König der Hochstapler (1929)
- 南の哀愁 Die singende Stadt (1930)
- 愛国者 Im Geheimdienst (1931)
- 蒼きドナウの流れ The Blue Danube (1932)
- 偽むらさき Die Gräfin von Monte-Christo (1932)
- アトランティード Die Herrin von Atlantis/L' Atlantide (1932)
- 真紅の恋 Spione am Werk (1933)
- コスモポリス Gold (1934)
- 理想の夫 Ein idealer Gatte (1935)